# 北海道札幌あいの里高等支援学校
北海道札幌あいの里高等支援学校（ほっかいどうさっぽろあいのさとこうとうしえんがっこう）は、北海道札幌市北区あいの里4条7丁目1番1号にある公立（道立）の高等特別支援学校。知的障害者を対象にしている。

## 校舎
旧北海道札幌拓北高等学校の校舎を活用。

## 所在地
- 北海道札幌市北区あいの里4条7丁目1番1号

## 沿革
- 2016年（平成28年）4月1日 - 開校。

## 歴代校長
- 初代 - 佐々木誉之（2016年 - 2019年）
- 第2代 - 小嶋義勝（2020年）
- 第3代 - 西牧孝徳（2021年 - 2022年）
- 第4代 - 伊藤友紀（2023年 - ）

## 部活動
- バスケットボール部
- サッカー部
- バドミントン部
- 卓球部
- 音楽部
- 美術部
- パソコン部

## 交通機関
路線バス
- 北海道中央バス「あいの里高等支援学校停留所」から徒歩3分。
- 北海道中央バス「教育大学前停留所」から徒歩14分。
- 北海道中央バス「あいの里1条6丁目停留所」から徒歩13分。

JR
- あいの里公園駅から徒歩12分。